# أوليفر شو
أوليفر شو (بالإنجليزية: Oliver Shaw)‏ هو ملحن أمريكي، ولد في 13 مارس 1779 في نيوبورت في الولايات المتحدة، وتوفي في 31 ديسمبر 1848.

## وصلات خارجية
- أوليفر شو على موقع ميوزك برينز (الإنجليزية)
- أوليفر شو على موقع ديسكوغز (الإنجليزية)